# Dollendorfer Straße 10 (Bonn)

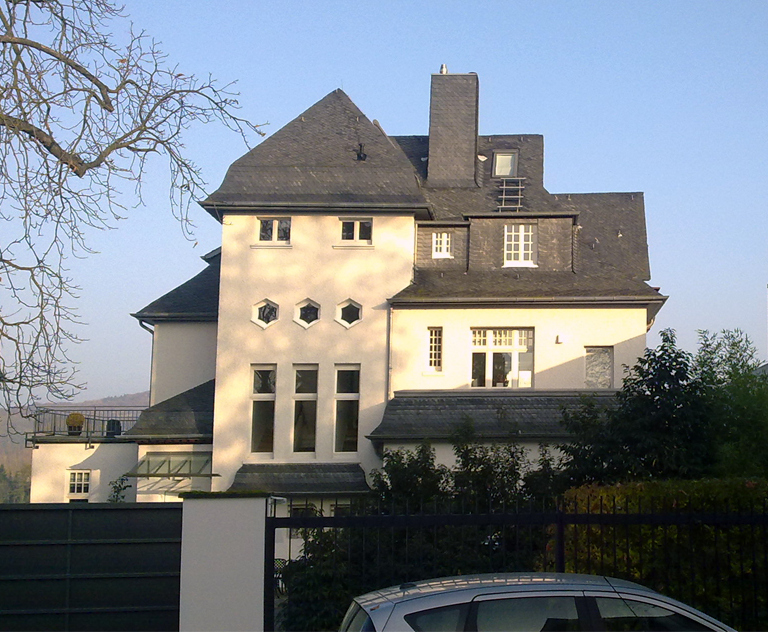
Ansicht von der Dollendorfer Straße (2012)

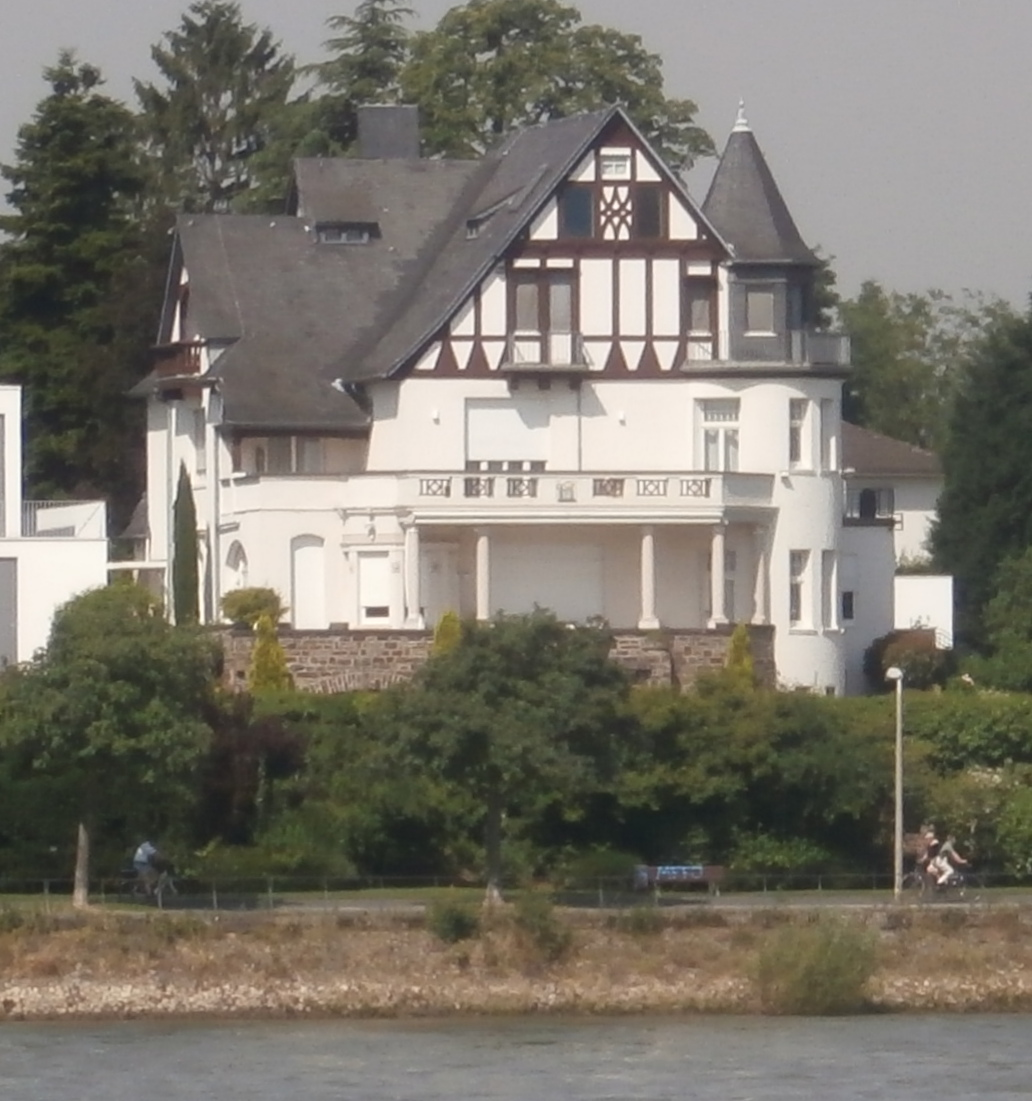
Ansicht vom gegenüberliegenden Rheinufer (2013)

Das Gebäude Dollendorfer Straße 10 (auch Villa von Meier genannt) ist eine Villa im Bonner Stadtbezirk Bad Godesberg, die 1909/10 errichtet wurde. Sie liegt im Ortsteil Plittersdorf oberhalb des Rheinufers (Von-Sandt-Ufer). Die Villa war von 1950 bis 1999 Dienstvilla des Präsidenten des Deutschen Bundestages und steht als Baudenkmal unter Denkmalschutz.

## Geschichte

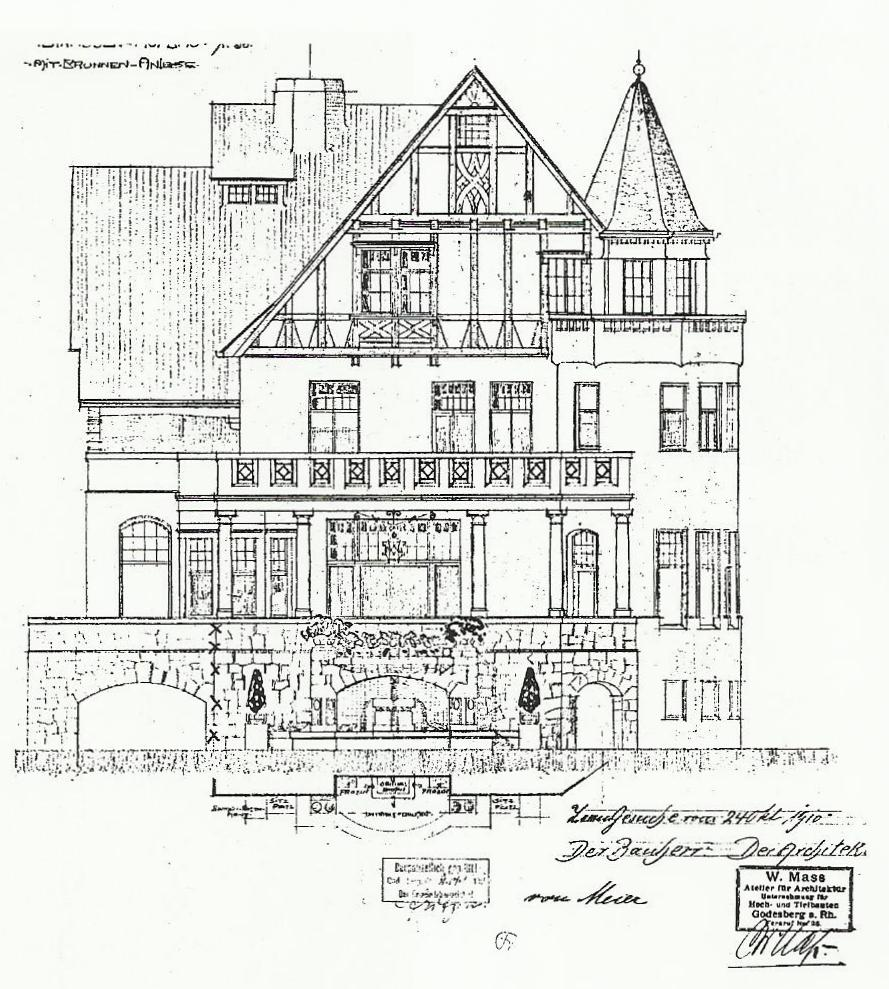
Entwurf, Aufriss der Rheinfront (1910)

Die Villa entstand 1909/10 als Landhaus für den Bauherrn Hauptmann a. D. von Meier nach einem Entwurf des Godesberger Architekten Willy Maß. Sie wurde in Massivbauweise errichtet, als Baumaterial dienten Ziegelsteine. Stilistisch lässt sich die Villa dem späten Jugendstil mit Elementen der Reformarchitektur zurechnen.
Dem Bauantrag und nachfolgender Baugenehmigung im November/Dezember 1909 folgten im Juli 1910 die Rohbauabnahme und im Februar 1911 die Schlussabnahme. Während der Bauphase erfuhren die Planungen mehrfache und umfassende Änderungen. Für die Errichtung eines Pavillons an der Befestigungsmauer oberhalb der Rheinpromenade war wegen Abweichens von der Bauflucht eine Ausnahmegenehmigung erforderlich. Nach Fertigstellung des Rohbaus kamen noch der Anbau einer Treppe zum Rheinufer, eines Gewächshauses (Eisen-Glas-Konstruktion) sowie einer Terrasse (offen und verdeckt) mit Brunnenanlage und eines durch Säulen getragenen Söllers hinzu.
Nachdem Bonn 1949 Regierungssitz der Bundesrepublik Deutschland wurde, ging das Anwesen bis 1950 in den Besitz des Bundes über. Seitdem diente es als Dienstvilla des Bundestagspräsidenten, der sie in Person des ersten Amtsträgers Erich Köhler nach erfolgten Umbauten bezog. 1962 wurde das Gewächshaus für den Bau einer Garage mit Wach- und Aufenthaltsraum abgerissen. Nach dem Umzug des Deutschen Bundestages nach Berlin (1999) konnte die Villa bis 2002 in Privatbesitz verkauft werden.